# Copa México 1951-52
La Copa México 1951-52 fue la 36° edición de la Copa México, la 9° en la era profesional.
El torneo empezó el 17 de febrero de 1952 y concluyó el 6 de abril de ese mismo año, en el cual el equipo de Atlante logró el bicampeonato copero en la época profesional y su tercer título de Copa.
Contó solo con la participación de 12 equipos, sin embargo no contó con la participación del equipo del Club León, debido a que dicho equipo era la base de la selección mexicana que participó en el Campeonato Panamericano de Fútbol celebrado en Chile en 1952, su lugar fue ocupado por el campeón de la Segunda División, el equipo de La Piedad.

## Fase de grupos

### Grupo Oeste
| Equipo      | Pts | PJ | PG | PE | PP | GF | GC | DG |
| ----------- | --- | -- | -- | -- | -- | -- | -- | -- |
| Guadalajara | 9   | 6  | 3  | 3  | 0  | 15 | 9  | +6 |
| Atlas       | 8   | 6  | 3  | 2  | 1  | 11 | 8  | +3 |
| C.D. Oro    | 5   | 6  | 2  | 1  | 3  | 10 | 10 | 0  |
| La Piedad   | 2   | 6  | 1  | 0  | 5  | 5  | 14 | -9 |

### Grupo Centro
| Equipo  | Pts | PJ | PG | PE | PP | GF | GC | DG |
| ------- | --- | -- | -- | -- | -- | -- | -- | -- |
| Atlante | 9   | 6  | 4  | 1  | 1  | 9  | 6  | +3 |
| América | 6   | 6  | 2  | 2  | 2  | 10 | 11 | -1 |
| Marte   | 5   | 6  | 2  | 1  | 3  | 9  | 10 | -1 |
| Necaxa  | 4   | 6  | 2  | 0  | 4  | 9  | 10 | -1 |

### Grupo Este
| Equipo    | Pts | PJ | PG | PE | PP | GF | GC | DG |
| --------- | --- | -- | -- | -- | -- | -- | -- | -- |
| Puebla    | 10  | 6  | 4  | 2  | 0  | 13 | 8  | +5 |
| Zacatepec | 6   | 6  | 3  | 0  | 3  | 12 | 10 | +2 |
| Tampico   | 5   | 6  | 2  | 1  | 3  | 13 | 13 | 0  |
| Veracruz  | 3   | 6  | 1  | 1  | 4  | 9  | 16 | -7 |

## Fase Final
Todos los partidos de la fase final se jugaron en el Estadio Olímpico de la Ciudad de los Deportes
| Equipo      | Pts | PJ | PG | PE | PP | GF | GC | DG |
| ----------- | --- | -- | -- | -- | -- | -- | -- | -- |
| Atlante     | 4   | 2  | 2  | 0  | 0  | 5  | 0  | +5 |
| Guadalajara | 2   | 2  | 1  | 0  | 1  | 3  | 3  | 0  |
| Puebla      | 0   | 2  | 0  | 0  | 2  | 0  | 5  | -5 |

|                            |
| Campeón Atlante 3.o título |

| Predecesor: 1950/51 | Temporadas de la Copa de México 1951/52 | Sucesor: 1952/53 |